# Nico Gruber
Nicolas "Nico" Gruber (Grieskirchen, 21 augustus 2001) is een Oostenrijks autocoureur.

## Carrière
Gruber begon zijn autosportcarrière in het karting in 2008, waarin hij tot 2017 actief bleef. In 2018 maakte hij de overstap naar het formuleracing, waarin hij uitkwam in diverse Formule Ford-kampioenschappen. Hij werd kampioen in de rookieklasse van het BRSCC Formule Ford-kampioenschap. In 2019 kwam hij uit in een aantal Formule Renault 2.0-kampioenschappen. Hij werd kampioen in het Drexler-kampioenschap en het Oostenrijkse kampioenschap en werd daarnaast derde in het Centraal-Europese kampioenschap. Verder reed hij in het eerste raceweekend van het ADAC Formule 4-kampioenschap bij ADAC Berlin-Brandenburg op de Motorsport Arena Oschersleben en eindigde de races als veertiende, vijftiende en dertiende.
In 2020 begon Gruber het seizoen in het TCR Malaysia Touring Car Championship, in zijn geheel gehouden op het Sepang International Circuit, waar hij voor het Hyundai Team Engstler in een Hyundai i30 N TCR in twee van de drie raceweekenden reed. Hij won een race en behaalde twee andere top 5-finishes, waardoor hij met 50 punten vijfde werd in de klasse. Vervolgens reed hij in het ADAC TCR Germany Touring Car Championship bij Engstler. Hij won de seizoensopener op de Lausitzring, maar stond in de rest van het seizoen niet op het podium. Met 117 punten werd hij achtste in de eindstand. Aan het eind van het jaar maakte hij zijn debuut in de World Touring Car Cup bij Engstler in het raceweekend op de Hungaroring. Met een veertiende plaats in de tweede race scoorde hij drie punten, waarmee hij op plaats 23 in het klassement eindigde. Tevens kwam hij in aanmerking voor het rookiekampioenschap, waarin hij met een podiumfinish en 45 punten vierde werd.